# 史永直
史永直，清朝政治人物。山西盂縣人。
雍正四年（1726年）丙午科山西鄉試第一名舉人（解元）。曾任安邑縣儒學教諭。精於考據。

### 書目
- （清）法式善等，《清秘述聞三種》，中華書局，清代史料筆記叢刊，ISBN：ISBN 7101017428。
- 《盂縣志》